# Сподній Єрней
Сподній Єрней (словен. Spodnji Jernej) — поселення в общині Словенське Коніце, Савинський регіон, Словенія. Висота над рівнем моря: 305,4 м.